# Ergänzende Vertragsbedingungen für die Beschaffung von IT-Leistungen
Ergänzende Vertragsbedingungen für die Beschaffung von IT-Leistungen (EVB-IT) sind ergänzende Vertragsbedingungen für die Beschaffung von Leistungen im Bereich der Informationstechnik, die vom Kooperationsausschuss ADV Bund/Länder/Kommunaler Bereich (KoopA ADV) in Abstimmung mit dem Bundesverband Informationswirtschaft, Telekommunikation und neue Medien e. V. (BITKOM) formuliert wurden. Die EVB-IT lösen die BVB (Besondere Vertragsbedingungen für die Beschaffung von DV-Leistungen) ab.

## Grundlagen
Die öffentliche Hand wird in ihrem fiskalischen Handeln, also wenn sie Gegenstände beschafft oder Aufträge erteilt, privatrechtlich tätig. Die relevante Rechtsgrundlage ist deshalb das BGB. Nach dem Grundsatz der Vertragsfreiheit und den Regelungen des BGB zu Allgemeinen Geschäftsbedingungen kann auch die öffentliche Hand sich bei diesen Rechtsgeschäften solcher Vertragsbedingungen bedienen.
Speziell für Rechtsgeschäfte im IT-Bereich wurden hierfür die Ergänzenden Vertragsbedingungen für die Beschaffung von IT-Leistungen geschaffen. Die in diesem Bereich abzuschließenden Verträge entsprechen in vielen Fällen nicht immer genau den im BGB vorgesehenen Vertragstypen (Kaufvertrag, Mietvertrag, Werkvertrag, Dienstvertrag). Mit den EVB-IT wird von diesen Vertragstypen abgewichen und die Leistungen und Verpflichtungen der Vertragspartner werden modifiziert. Die EVB-IT sind somit Allgemeine Geschäftsbedingungen und unterliegen auch der hierfür geltenden Inhaltskontrolle.
Die EVB-IT ersetzen die bis dahin geltenden Besonderen Vertragsbedingungen (BVB). Da es noch keine entsprechenden EVB-IT gibt, gelten die BVB Miete und Planung weiterhin.

## Anwendungsverpflichtung
In den Verwaltungsvorschriften zu den Haushaltsordnungen des Bundes und der Länder ist bestimmt, dass für Verträge im IT-Bereich die EVB-IT anzuwenden sind (z. B. VV zu § 55 BHO). Geltung zwischen den Vertragspartnern erlangen sie jedoch nur, wenn sie in dem jeweiligen Vertrag auch ausdrücklich vereinbart werden.

## EVB-IT-Vertragstypen
Es gibt derzeit zehn verschiedene EVB-IT-Vertragstypen. Der CIO Bund gliedert sie in die Basis-EVB-IT (= B) und die System-EVB-IT (=S):

### EVB-IT Kauf
(B)Die EVB-IT Kauf sind anzuwenden bei Verträgen über den Kauf von Hardware, ggf. einschließlich der Überlassung von Standardsoftware gegen Einmalvergütung zur unbefristeten Nutzung. Am 16. März 2016 veröffentlichte der IT-Planungsrat die neuen Bedingungen für den Kauf und die Instandhaltung von Hardware, wobei auch als Folge des Skandals um den Staatstrojaner eine technische „No-spy-Klausel“ aufgenommen wurde. In dieser Klausel gewährleistet der Auftragnehmer, dass die von ihm zu liefernde Hardware frei von Funktionen ist, die die Integrität, Vertraulichkeit und Verfügbarkeit der Hardware, anderer Hard- und/oder Software oder von Daten gefährden und dadurch den Vertraulichkeits- oder Sicherheitsinteressen des Auftraggebers zuwiderlaufen (Punkt 2.4 der EVB-IT Kauf). Freilich ist anzumerken, dass es sich bei dieser Neuregelung lediglich um eine Vertragsvorschrift handelt. Zum einen muss diese einer hinreichenden Überprüfbarkeit der gesetzten Vorgaben in der Praxis zugänglich sein, daneben stellt sich aber vor allem das Problem, wie mit Zwischenhändlern wie zum Beispiel IT-Systemhäusern, Endproduktherstellern und wiederum deren Zwischenlieferanten umzugehen sein wird. Denn da die No-spy-Klausel lediglich eine vertragliche Absprache zwischen zwei Parteien darstellt, wird es schwierig werden, ihre Gewährleistungen auf die gesamte Lieferkette eines IT-Produktes auszudehnen.

### EVB-IT Dienstleistung
(B)EVB-IT Dienstleistung ist dann anzuwenden, wenn der Schwerpunkt der vom Auftragnehmer geschuldeten Leistung in der Erbringung von Diensten liegt, wie etwa bei Schulungs-, Beratungs- oder sonstigen Unterstützungsleistungen.

### EVB-IT Erstellung
(S) Die EVB-IT Erstellung sind anzuwenden bei der Erstellung bzw. Anpassung von Software auf der Grundlage eines Werkvertrages und optional die anschließende Pflege (nach Abnahme) und/oder die
Weiterentwicklung und Anpassung.

### EVB-IT Überlassung Typ A
(B) Dieser Vertragstyp ist anzuwenden für die Überlassung von Standardsoftware gegen Einmalvergütung zur unbefristeten Nutzung. Es ist nicht zu verwenden, wenn zusätzlich werkvertragliche Leistungen wie etwa Installation, Integration, Parametrisierung oder Anpassung der Standardsoftware an die Bedürfnisse des Auftraggebers verlangt werden.

### EVB-IT Überlassung Typ B
(B) Dieser Vertragstyp ist anzuwenden für die Überlassung von Standardsoftware gegen periodische Vergütung zur befristeten Nutzung.

### EVB-IT Instandhaltung
(B) Instandhaltungsleistungen sind Inspektions-, Wartungs- und Instandsetzungsleistungen und betreffen ausschließlich die Hardware. Es kommt nicht darauf an, ob die Leistungen gegen pauschale Vergütung oder nach Aufwand erbracht werden.

### EVB-IT Service
Gegenstand dieses Vertrages sind Wartungs- und Serviceleistungen für ein definiertes IT-System und dessen mögliche Erweiterungen.

### EVB-IT Pflege S
(B) Die EVB-IT Pflege S sind für den Abschluss von Verträgen konzipiert, welche Softwarepflegeleistungen an Standardsoftware zum Gegenstand haben. Es kann sich dabei um Pflegeleistungen zur Behebung von Mängeln, um die Überlassung von Aktualisierungen, Upgrades und Releases oder neuen Versionen sowie um sonstige Leistungen wie Unterstützungsleistungen, Hotline oder Installation handeln.
Die Bedingungen sind auf die Pflege von Standardsoftware durch Händler ausgerichtet. Das zeigt sich darin, dass der Auftragnehmer weder dazu verpflichtet ist, Fehler zu beseitigen (er ist nur verpflichtet, vorhandene Fehlerkorrekturen bereitzustellen), noch dazu, die Standardsoftware bei Bedarf weiterzuentwickeln, etwa um sie an gesetzliche Änderungen anzupassen.

### EVB-IT System
(S) Dieses Regelwerk betrifft die Erstellung eines Gesamt-IT-Systems bestehend aus Hardware und Software (Miete und Kauf), Überlassung von Standardsoftware, Erstellung von Individualsoftware, Pflege und Dokumentation oder Teilen hiervon. Schwerpunkt der vertraglichen Leistungen liegt hier in der Integration und Zusammenfügung der Einzelleistungen, in der Einbindung in die Systemumgebung des Auftraggebers sowie der Herbeiführung der Funktionsfähigkeit. Hinzukommen kann die Erstellung von Individualsoftware. Beim EVB-IT Systemvertrag überwiegt das werkvertragliche Moment des individuell geschuldeten Erfolges in einer Weise, dass die Anwendung des Werkvertragsrechts gerechtfertigt wird. Der Systemerstellungsvertrag unterliegt somit einheitlich dem Werkvertragsrecht. Er wird durch Abnahme des Gesamtsystems erfüllt.

### EVB-IT Systemlieferung
(S) Schwerpunkt der vertraglichen Leistungen liegt hier in der Lieferung eines IT-Systems aus Standard-Systemkomponenten. Es werden lediglich geringfügige Anpassungsleistungen (z. B. Customizing, Parametrisierung, Integration, Installation) oder sonstige geringfügige Leistungen (Schulung, Einführungsunterstützung) vereinbart. Diese Anpassungsleistungen erreichen lediglich einen geringen Wert, so dass der Vertrag nicht einheitlich  dem Werkvertragsrecht unterliegt, sondern dem Kaufrecht.
Der Vertrag findet keine Anwendung bei der Erstellung von Individualsoftware (dann EVB-IT Systemvertrag).

### Fehlende Vertragstypen
Einige wichtige Vertragstypen (z. B. Planung von IT-Projekten, Miete/Leasing von Hardware, agile Softwareentwicklungsverträge) fehlen derzeit noch. Bis hierzu EVB-IT-Vertragstypen veröffentlicht werden, sind entsprechende Verträge noch auf der Grundlage der BVB abzuschließen.
Mitglieder des Forums Agile Verwaltung e.V. haben Anfang 2018 den Entwurf für einen agilen Softwarevertrag zur Einführung der E-Akte erstellt. Er setzt sich aus drei Komponenten zusammen, nämlich einem EVB-IT Überlassung Typ A, einem EVB-IT Dienstleistung als Rahmenvertrag und einer Reihe von EVB-IT Erstellung (für jeden agilen Sprint). Diese Konstruktion wird zurzeit (Januar 2018) in zwei öffentlichen Verwaltungen erprobt.

## Aufbau und Struktur
Jeder EVB-IT-Vertragstyp besteht aus den Allgemeinen Geschäftsbedingungen (AGB), einem Vertragsmuster, in dem das konkrete Rechtsgeschäft festgehalten und in seinen Einzelheiten vertraglich geregelt wird, sowie einem oder mehreren Mustern (z. B. einem Leistungsnachweis). Die AGB enthalten am Ende jeweils Definitionen von Begriffen, die in den AGB und den Vertragsmustern verwendet werden. Zusätzlich gibt es bei den meisten Vertragstypen Nutzerhinweise und bei einigen Vertragstypen auch Anwendungsbeispiele. Der CIO Bund stellt auch eine Entscheidungshilfe zur Anwendung der EVB-IT bzw. BVB bereit.
Die AGB werden nach Ziffern und die Vertragsmuster nach Nummern gegliedert, so dass bei Verweisen klar ist, ob diese auf die AGB (Ziffer) oder das Vertragsmuster (Nummer) verweisen.
Individuelle Regelungen sind in den Vertragsmustern vorzunehmen, dort sind auch von den AGB abweichende Regelungen möglich. Eine Änderung der AGB-Dokumente ist nicht zugelassen.

## Vergleichbares in anderen Ländern
Im Vereinigten Königreich verwenden öffentliche Stellen bei der Beschaffung von IT-Dienstleistungen den sogenannten Model services contract als Standard-Vertragswerk. Dieser wird als einheitliches Vertragswerk in zwei Varianten für den englischen sowie den schottischen Rechtskreis durch das Cabinet Office, den Crown Commercial Service und den Government Legal Service gemeinsam herausgegeben.